# Adelina Rustemowna Sagidullina
Adelina Rustemowna Sagidullina (russisch Аделина Рустемовна Загидуллина; * 13. Januar 1993 in Ufa) ist eine russische Florettfechterin und Olympiasiegerin.

## Erfolge
Adelina Sagidullina gab im November 2010 beim Weltcup in Bratislava ihr internationales Debüt. 2015 gelang der Rechtshänderin der erste Medaillengewinn bei einer internationalen Meisterschaft. Bei den Europaspielen in Baku belegte sie in der Einzelkonkurrenz den dritten Platz, während sie im Mannschaftswettbewerb mit der russischen Équipe vor Frankreich und Italien sogar die Goldmedaille gewann. Ein Jahr darauf wurde sie mit der Mannschaft sowohl Europameisterin in Toruń als auch Weltmeisterin in Rio de Janeiro. In der anschließenden Saison verpassten die Russinnen mit Sagidullina jeweils die Titelverteidigung. Die Europameisterschaften in Tiflis beendeten sie auf dem zweiten Platz, bei den Weltmeisterschaften in Leipzig wurden sie Dritte. 2018 gehörte Sagidullina nicht zur russischen Mannschaft, die in Novi Sad den zweiten Platz bei den Europameisterschaften wiederholte. Auch bei den Weltmeisterschaften in Wuxi trat sie nur im Einzel an, das aber ohne großen Erfolg. 2019 kehrte sie in die russische Mannschaft zurück und wurde mit ihr wie schon 2016 zweifache Goldmedaillengewinnerin: in Budapest wurde sie Weltmeisterin und in Düsseldorf außerdem Europameisterin.
Bei den 2021 ausgetragenen Olympischen Spielen 2020 in Tokio ging Sagidullina für die unter dem Teamnamen „ROC“ startende russische Delegation in zwei Wettbewerben an den Start. Im Einzelwettbewerb gelang ihr gegen die Kolumbianerin Saskia van Erven ein 15:8-Auftaktsieg, im Achtelfinale schied sie dann aber gegen Kelleigh Ryan mit 9:15 aus. In der Mannschaftskonkurrenz bildete Sagidullina mit Inna Deriglasowa, Larissa Korobeinikowa und Marta Martjanowa ein Team. Mit 45:21 setzten sie sich in der ersten Runde klar gegen die ägyptische Équipe durch, ehe gegen die Vereinigten Staaten im Halbfinale mit 45:42 ein etwas knapperer Sieg folgte. Im Duell um die Goldmedaille trafen die Russinnen auf die französische Mannschaft. Dank eines 45:34-Erfolges wurden Sagidullina, Deriglasowa, Korobeinikowa und Martjanowa Olympiasiegerinnen.
Sagidullina wird unter anderem von ihrem Ehemann Igor Popow trainiert. Für ihren Olympiaerfolg wurde sie 2021 mit dem Orden der Freundschaft ausgezeichnet.